# 繁花

上海文艺出版社于2013年出版的《繁花》单行本封面

《繁花》，原题为《上海阿宝》，为《上海文学》副主编金宇澄完成的一部话本体长篇小说，以沪语风格描写上海市民生活。该小说创作伊始为网络小说形式，发布于本地文化论坛“弄堂网”，后于《收获》2012年秋冬长篇专号正式发表，小说单行本于2013年由上海文艺出版社出版。2020年11月，上海文艺出版社推出《繁花》新版，修订达20多处。
该书被认为确立了金宇澄在上海叙事白话小说上的历史地位，并获得2012年度中国小说排行榜长篇小说第一名、2013年首届鲁迅文化奖年度小说奖、第九屆茅盾文學獎等獎項。该作品后也被改编为舞台剧、苏州评弹及电视剧。

## 创作
金宇澄欲于互联网上写一些无名者的市井事迹，故为自己在以上海话交流的本地文化论坛“弄堂网”注册了用户名“独上阁楼”，发表随笔。2011年5月10日开始，这部小说在该论坛文学版块开始连载。在论坛网友的鼓励和建议下，金宇澄不断完善自己的文章，并开始考虑小说的结构问题。他每日写作，至当年11月4日完成初稿。
金宇澄后将稿件交《收获》杂志社，杂志社建议其方言使用要让北方操官话的读者也能看懂。金宇澄认可该观点，于是修改稿件，对语言进行了再创造。后应杂志社邀请，程德培和西飏对该文章做出评论，一并刊登于《收获》2012年秋冬长篇专号上。金宇澄在该书的跋中提及，他创作该作品时以口语形式铺陈，感兴趣的地方一是在当下的小说形态和旧文本之间的夹层，二则是在中国国民通识官话的当下以特定的方言内涵和样式转达文字信息的效果:443-444。
该作品为上海市重大文艺创作项目，受到了上海文化发展基金会的资助，上海市作家协会也立项为重点创作资助项目:封三。

## 内容与人物
小说分为两个时间线书写，分为沪生的童年和当下。沪生和阿宝是小说的两个主要人物。阿宝的童年时间线上有小毛、姝华、银凤、大妹妹、兰兰、蓓蒂、绍兴阿婆、小珍、雪芝等人物。而沪生的当下时间线上则有陶陶、芳妹、梅瑞、小琴、阿宝、李李、汪小姐、葛先生、苏安、康总、玲子等人物。
《繁花》的叙事时间为上海的20世纪60年代至90年代，全文加上引言、尾声共计三十三章。其叙事分为两条线，一条线从1960年至文化大革命结束，另一条线则自1980年到21世纪初，讲述了阿宝、沪生、小毛三个童年好友的上海往事，以十岁的阿宝开始，以中年的小毛去世结束，起于六十年代，终于九十年代。随着时间推移，最终两条线合二为一，归入了“海上”。

## 语言风格
金宇澄接受《南方都市报》采访时表示，《繁花》是一部基于上海话思维写成的小说，有别于普通话思维。该作品均采用方言句式完成，为防止拒读者于门外，故尽量改到与普通话同步，但仍存留了差异而存在沪语的语音特征。此外，金宇澄提到，他在找到一种合适的表达方式后，感觉很痛快。
该小说在句式上以不分行的方式书写对白；用词上，该小说用了约1500个“不响”，甚至题记只有一句“上帝不响，像一切全由我定……”:扉三，成为了小说显著的用词特征。金宇澄表示，他有意换一种写法，以这种方式写作，去除了内心描写，以对话替代。他认为：“……中国人最聪明，什么都懂了，什么都可以不响，小说可以大声疾呼，也该允许我一声不响。”

## 评价
茅盾文学奖评委王春林认为，按时序，关于上海的白话小说有四位作家是「绝对绕不过去的」：韩邦庆、张爱玲、王安忆以及金宇澄，《繁花》一书确立了金宇澄的上海叙事白话小说的历史地位；时任中国小说学会会长、评论家雷达认为该小说是上海最好小说之一，并认为该小说对上海的伟大基点做了一次深度挖掘；《文艺报》总编辑阎晶明认为，若该小说不运用方言风格，该小说不会成为经典作品；华东师范大学教授陈子善认为该作品应该放入海派文化作品的脉络里来考察。
此外，程永新认为该作品建立了“一座与南方有关与城市有关的人情世态的博物馆”；程德培认为该小说恢复了小说的连载传统，是一部难得的、受上海各类人群喜爱的小说；郜元宝认为该作品没有明确的主线，并将这种结构和《红楼梦》相类比，认为难言这种结构是好是坏；李敬泽更是认为该作品深得《红楼梦》精髓，和中国古典小说一样描述了人生兴衰的过程；华东师范大学教师毛尖认为该作品生产初期的模式回归了小说发展初期读者和作者交流并影响故事走向的模式，且作品中少用带“的”字的形容词，和上海本地生活不存在隔阂。

## 改编作品

### 苏州评弹
2016年12月28日，上海大世界重新开张。上海评弹团副团长高博文演出了《高博文说繁花》，全长约一个小时。

### 舞台剧
2018年1月26日至2月2日，舞台剧《繁花》第一季在上海美琪大戏院上演，引发轰动；2018年6月21日至24日，舞台剧《繁花》在北京天桥艺术中心连演六场。金宇澄本人对该次改编并不担心；该舞台剧全程以沪语念白，金宇澄认为不会为观众带来理解障碍，反而会为该剧加分。评论员今叶在《北京青年报》提出了批评，认为剧作成功转化了小说中的心理时空，但是未能在改变时对原作小说在剧场上演的效果进行考虑，以致未阅读原著的觉得情节琐碎、人物零散，也限制了原著读者的想象力。上海戏剧学院教授荣广润认为，该剧虽长达三个小时而不显枯燥，抓住原著主线；但剧本沿用双时空交错的方式却看不到两个时空的联系，让人遗憾；上海戏剧学院教授丁罗男认为，第一季中蓓蒂和绍兴阿婆两个人物都未出现，是一种缺憾。

### 電視劇
2021年6月7日，由王家卫擔任总导演、胡歌主演（劇中扮演上海阿宝）的同名電視劇預告片在2021腾讯视频影视年度发布上亮相。電視劇講述的是20世紀60到90年代之间的上海，劇中出現和平饭店、外灘江海關大樓等場景。
2023年12月27日，《繁花》电视剧在CCTV-8电视剧频道开播，线上由腾讯视频同步播出，提供普通话和上海话两个版本。